# サイトウ"JxJx"ジュン
サイトウ "JxJx" ジュン（本名：齋藤 淳（さいとう じゅん）、1973年5月2日 - ）は、東京都出身兵庫県神戸市須磨区育ちの音楽家、作曲家、音楽プロデューサー。インストゥメンタル・バンドYOUR SONG IS GOODのオルガン、リーダー。カクバリズム所属。既婚。

## 来歴
東京都出身兵庫県神戸市須磨区育ち。1973年5月2日生まれ。武蔵野美術大学卒。
90年代は、元FRUITYのヴォーカル（バンド後期はドラム）担当。またYOUR SONG IS GOODの前身バンドのSCHOOL JACKETSでもヴォーカルを務めていた。また、結成初期は、並行してインストゥメンタル・バンド「THE DOUBLE」にドラムスで参加していた。1998年にYOUR SONG IS GOODを結成。オルガン他、鍵盤楽器の演奏とリーダーを担当。ヴォーカルを担当する楽曲もある。2002年に音楽レーベル「カクバリズム」スタート。レーベルの立ち上げに参画。2005年のフジロックフェスティヴァル出演を皮切りに、数多くの野外フェスティバルに出演（海外公演も含む）。2006年にはユニバーサルミュージックと契約しメジャーデビュー（マネジメントはカクバリズム）。現在も、カクバリズムからバンド単独音源、海外レーベルとのコラボレーションリリースなど精力的に活動している。
また、アーティストへの楽曲提供・プロデュース、TVアニメOP、CM音楽、舞台音楽制作、文筆、DJ、モデル、司会業などの仕事も多く、司会業では音楽専門チャンネルであるスペースシャワーTVで、「STUDIO GROWN」〜「スペシャボーイズ」〜「スペシャボーイズジャパン」〜「MUSIC UPDATE」〜「スペシャエリア」、「JxJxTV」など約10年以上に渡って生放送番組他のメインVJを務める。
カクバリズム初期のWEBデザイン、広告デザインを担当していた。
NHK総合「バナナ♪ゼロミュージック」にて、ハウスバンド「オルケスタ・"バナナゼロ"・ムジカ」のバンマス、オルガン、音楽監修を担当。
NHK Eテレ「みんなのうた」楽曲 "おこめかくれんぼ"（歌唱：バナナマン）の作曲 / 編曲を手がける。
バナナマンの武道館公演「赤えんぴつ in 武道館」（2024年2月9日、10日の2DAYS）のバンマスを務める。バンドが参加する全曲の編曲を担当。
川辺ヒロシ（TOKYO No.1 SOUL SET）とのDJユニット、DISCO MAKAPUU（ディスコ・マカプー）でも活動。2017年には台湾ツアー、2018年にはフジロックフェスティヴァルに出演。
ハワイの音楽レーベルであるALOHA GOT SOULを招聘する音楽アートイベント「SOUL TIME IN TOKYO」を主催。
使用機材はハモンドオルガン XK-2・CLAVIA nord electro3・microKORG・microKORG XL。ROLAND TR-8S、レスリースピーカーは、Leslie3300を使用。

## 演奏・楽曲制作・REMIX・プロデュースなど
2001年
- FRUITY「Songs」 ※ヴォーカル、作曲、編曲

2002年
- YOUR SONG IS GOOD「Big Stomach, Big Mouth」 ※オルガン、作曲、編曲
- YOUR SONG IS GOOD「Come on」 ※オルガン、作曲、編曲
- YOUR SONG IS GOOD「Goodbye」 ※オルガン、作曲、編曲

2003年
- YOUR SONG IS GOOD「Super Soul Meetin'」 ※オルガン、作曲、編曲

2004年
- YOUR SONG IS GOOD「YOUR SONG IS GOOD」 ※オルガン、ヴォーカル、作曲、編曲

2005年
- YOUR SONG IS GOOD w/ BEAT CRUSADERS「Booootsy」 ※オルガン、ヴォーカル、作詞、作曲、編曲
- 加藤紀子「ヴォラーレ」 ※オルガン

2006年
- YOUR SONG IS GOOD 「Fever」 ※オルガン、ヴォーカル、作曲、編曲

2007年
- YOUR SONG IS GOOD 「あいつによろしく」 ※オルガン、ヴォーカル、作詞、作曲、編曲
- YOUR SONG IS GOOD 「Hot!Hot!Hot!Hot!Hot!Hot!」 ※オルガン、ヴォーカル、作曲、編曲
- HALCALI「フェスでウィッス！」※オルガン、作詞
- HALFBY「Scarecrow Man」※オルガン

2008年
- YOUR SONG IS GOOD 「ReAction EP」 ※オルガン、ヴォーカル、作曲、編曲
- YOUR SONG IS GOOD 「Action」 ※オルガン、ヴォーカル、作曲、編曲

2009年
- CUBISMO GRAFICO FIVE、『サウス・バイ・サウスウエスト 2009』ライブサポート ※キーボード

2010年
- 在日ファンクとサイトウ“JxJx”ジュン「あいつによろしく」 ※歌唱、作曲
- YOUR SONG IS GOOD 「B.A.N.D.」 ※オルガン、ヴォーカル、作曲、編曲

2011年
- JET LAG BAND、『サウス・バイ・サウスウエスト 2011』ライブサポート ※ドラム
- Logic System「Clash (JxJx Remix)」 ※REMIX

2012年
- サイプレス上野とロベルト吉野「ゴメンナサイ feat サイトウ“JxJx”ジュン」 ※作曲・歌唱
- セカイイチ「バンドマン」 ※オルガン
- 「エレ片コントライブ ~コントの人6~」OPテーマ ※作曲・編曲・プロデュース
- Duper Ginger feat Juice boxxx「Kit-Cat (JxJx Remix)」 ※REMIX[1]

2013年
- 星野源「生まれかわり」 ※コーラス
- 「エレ片コントライブ ~コントの人7~」OPテーマ ※作曲・編曲・プロデュース
- サイプレス上野とロベルト吉野「SELF PRESURE」 ※作曲・編曲・プロデュース
- サイプレス上野とロベルト吉野「だろう生活ながら毎日」 ※作曲・編曲・プロデュース

2014年
- TVアニメ『鬼灯の冷徹』OPテーマ「地獄の沙汰も君次第」 ※作詞（共同）・作曲・編曲・プロデュース、演奏：YOUR SONG IS GOOD[2]
- THE BAWDIES
  - 「Nice and Slow」 ※オルガン
  - 「Shake A Tail Feather」 ※オルガン
- 「エレ片コントライブ ~コントの人8~」OPテーマ ※作曲・編曲・プロデュース
- Yakenohara x Chabe「Record Players (JxJx Remix)」 ※REMIX
- 小松未可子「MAGIC RADIO」 ※作詞（共作）・作曲・編曲・プロデュース、演奏：YOUR SONG IS GOOD[3]
- スペースシャワーTV 25周年キャンペーンソング「Are We Special?」 The Shower Club（サイトウ“JxJx”ジュン、川上洋平（［Alexandros］）、ROY（THE BAWDIES）） ※作曲・編曲・プロデュース[4]
- YOUR SONG IS GOOD 「Out」 ※オルガン、エレクトリックピアノ、作曲、プロデュース

2015年
- WANIMA「1CHANCE」 ※オルガン
- アサヒ飲料カルピスソーダ TVCM『ジンセーを走りつづける』篇（2015年3月 - ） ※作詞・作曲・編曲・演奏[5]

2016年
- Yakenohara x Chabe「Record Players 2」 ※ラップ
- bananaman live 2016「腹黒の生意気」 OPテーマ※作曲・編曲・プロデュース、演奏：オルケスタ・"バナナゼロ"・ムジカ
- YOUR SONG IS GOOD 「Waves」 ※オルガン、エレクトリックピアノ、作曲、プロデュース

2017年
- TVアニメ『鬼灯の冷徹～第弐期その1』OPテーマ「大！地獄地獄節」 ※作詞（共同）・作曲・編曲・プロデュース、演奏：YOUR SONG IS GOOD
- NHK みんなのうた「おこめかくれんぼ」（歌唱：バナナマン） ※作曲・編曲（共同）・プロデュース、演奏：オルケスタ・"バナナゼロ"・ムジカ[6]
- bananaman live 2017「Super heart head market」OPテーマ ※作曲・編曲・プロデュース、演奏：オルケスタ・"バナナゼロ"・ムジカ
- 花王 TVCM『メンズビオレ〜泡タイプ洗顔』篇（2017年10月 - ） ※歌唱
- YOUR SONG IS GOOD 「Extended」 ※オルガン、エレクトリックピアノ、作曲、プロデュース

2018年
- 在日ファンク「なみ」 ※作詞（共作）・作曲（共作）・プロデュース・エレクトリックピアノ
- TVアニメ『鬼灯の冷徹～第弐期その2』OPテーマ「拝啓、地獄より」 ※作詞（共同）・作曲・編曲・プロデュース、演奏：YOUR SONG IS GOOD
- bananaman live 2018「one-half rhapsody」OPテーマ ※作曲（共同）・編曲・プロデュース、演奏：オルケスタ・"バナナゼロ"・ムジカ
- YOUR SONG IS GOOD 「Motion」 ※オルガン、エレクトリックピアノ、作曲、プロデュース
- YOUR SONG IS GOOD 「Coast to Coast EP」 ※オルガン、エレクトリックピアノ、作曲、プロデュース

2019年
- HF International「Love has found It’s way (JxJx Remix)」 ※REMIX
- bananaman live 2019「S」OPテーマ ※作曲・編曲・プロデュース、演奏：オルケスタ・"バナナゼロ"・ムジカ
- YOUR SONG IS GOOD「Sessions」 ※作曲、編曲、演奏、プロデュース

2020年
- J-wave「ENEOS For Our Earth ~One By One」OPテーマ、BGM ※作曲、編曲、演奏、プロデュース
- YOUR SONG IS GOOD「Sessions 2」 ※作曲、編曲、演奏、プロデュース

2021年
- Homecomings「Moving Day Pt2」 ※編曲、演奏、プロデュース
- ベルマインツ「コラージュ」「逃避行」 ※編曲、演奏、プロデュース
- 文化放送「おいでよクリエイティ部〜OPテーマ」 ※作曲、編曲、演奏、プロデュース
- スペースシャワーTV「Good Vibes Sharing Exhibition & Live Tour 2021 Winter」BGM制作 ※作曲、編曲、演奏、プロデュース

2022年
- TVCM 宮崎カーフェリー「新船就航キャンペーンソング "Blue Magic"」Pacific Orange Band ※補作曲、編曲、演奏、プロデュース
- 文化放送「おいでよクリエイティ部〜OPテーマ」 ※作曲、編曲、演奏、プロデュース
- Half Mile Beach Club「Vibrant Sun」（シングル） ※プロデュース

2023年
- SUMMER SONIC 2023「星野源 presents SO SAD SO HAPPY」出演（DJ）
- Half Mile Beach Club「Glare」（EP） ※プロデュース
- 在日ファンク・「ハラワラナイト」・「平和」 ※オルガン
- YOUR SONG IS GOOD 「You're Young」 ※オルガン、エレクトリックピアノ、作曲、編曲、プロデュース
- 宮崎カーフェリー「新船就航一周年キャンペーンソング "Sunwave Road"」 ※補作曲、編曲、演奏、プロデュース

2024年
- グソクムズ「ユメのはじまり。(Jun Saito Remix)」 ※REMIX
- Half Mile Beach Club「Days of The Ocean Waves」（アルバム） ※プロデュース
- TVCM「富士電機」※作曲・編曲

## 出演

### テレビ番組
- STUDIO GROWN（2005年4月 - 2006年3月、スペースシャワーTV） ※メインMC
- スペシャボーイズ（2006年4月 - 2007年9月、スペースシャワーTV） ※メインMC
- スペシャボーイズジャパン（2007年10月 - 2008年3月、スペースシャワーTV） ※メインMC
- MUSIC UPDATE（2009年4月 - 2010年3月、スペースシャワーTV） ※声の出演
- スペシャエリア（2010年4月 - 2015年6月、スペースシャワーTV） ※メインMC
- 「ミルク チャポン～みんなのMILK JAPAN～」内コーナー「牛乳四國志」（TBS・2012年） ※声の出演[7]
- JxJxTV（2015年7月〜2018年3月、スペースシャワーTV） ※初冠番組・メインMC[8]
- バナナ♪ゼロミュージック（2016年4月 - 2018年3月、NHK 総合） ※オルケスタ・"バナナゼロ"・ムジカのオルガン、バンマスを担当[9]
- Eテレ・ジャッジ「黒鍵♪み～つけた!」（2016年1月12日、NHK 教育）[10]
- 日村がゆく「高校生フォークソングGP」（2018年 - 2019年、AbemaTV） ※審査員
- PUFFYの耳地獄（2018年6月、2019年2月、BSスカパー!）

### ラジオ番組
- 旅と音楽（2015年3月 - 2017年6月、楽天トラベルFM）[11]
- サイトウジュンのJxJxRADIO（2016年2月7日、TBSラジオ）
- RADIKAKU（2017年4月 - 、α-STATION）

### モデル
- SEVENDAYS=SUNDAY 月間全国配布ブックレット：ブランドイメージモデル（2012年 - 2013年）
- スターバックスコーヒージャパン　カンタループメロンフラペチーノ　全国配布ブックレット：キャンペーンメインキャラクター（2016年）

## 執筆
- 『FOLLOW-UP』 コラム連載「新百合ヶ丘SOUL STEW」（2002年-2004年）
- 『GATE』 コラム連載「新百合ヶ丘でHIGH BLOOD PRESSURE」（2004年）
- 『メンズプレッピー』 コラム連載「JxJxのこれ聴きゃ無礼講!」（2007年-2008年）
- 『Bounce』 コラム連載「四の五の言わずにタイトゥン・アップ!」（2007年-2009年）
- 『テレビブロス』 コラム連載「EAST中野は午前3時」（2013年-2017年）
- 『ANNA MAGAZINE』（2016年）
- 『Hanaco』（2018年）
- 『POPEYE』（2018年）
- 『CREA』（2019年）

## 関連バンド
- YOUR SONG IS GOOD
- FRUITY
- SCHOOL JACKETS
- THE DOUBLE